# Боги
Вижте пояснителната страница за други личности с името Богомил Бонев.
Богомил Владев Бонев, по-известен като Богомил или Боги, е български певец, класирал се на второ място в първото българско издание на „Екс Фактор“ през 2011 година.

## Биография
Роден е на 2 ноември 1996 г. в гр. Горна Оряховица. С музика се занимава от шестгодишен във вокален състав „Патиланци“ при Школа по изкуствата към Народно читалище „Напредък 1869“ гр. Горна Оряховица. Индивидуален изпълнител е от десетгодишен и солист във вокалния състав „Нова музика“ на Аделина Колева при Народно Читалище „Напредък 1869“. Продължава музикалното си образование в чужбина.

## Участие в X Factor
Богомил е прецедент в българското издание на X Factor, влизайки в надпреварата със специалното разрешение на продуцентите зад граница „Фриментъл“, които държат правата за играта. Въпреки че е под позволената долна граница – едва на 14 години, той успява да докаже, че притежава огромен талант и е достоен да се бори на спектаклите на живо в X Factor. Световноизвестната група Hurts публикува неговото изпълнение от кастингите на тяхното парче „Stay“ на стената си във „Фейсбук“. Ден по-късно същото изпълнение се появява и на страницата на Sony Music International. Това предизвиква огромната подкрепа на хиляди хора от цял свят.
Въодушевен от представянето на момчето в музикалното шоу, вратарят на националния отбор по футбол Николай Михайлов му предлага помощ. Заявява готовност да плаща за обучението му, както и да продуцира негови записи. Ментор на Боги в музикалния формат е световноизвестният български цигулар Васко Василев.

## Сингли и участия
Дебютен сингъл е денс парчето „Спри“, чиято премиера е на 6 юни 2012 г., когато е излъчен видеоклипът му.
През юли 2013 г. излиза вторият му музикален видеоклип – към песента „Тялото ти в ритъм“.
7 декември 2014 г. е избран за премиера на видеоклипа „Теб си пожелах“ – дуетна песен на Боги с Ана-Мария Янакиева.
През април 2015 г. прави кавър на песента на Chris Brown – New flame, а през май излиза песента им с Георги Моллов – Real faces. Също през май взема участие в концерта по повод 15-годишния юбилей на ВС „Нова Музика“.
Богомил е гост в много телевизионни предавания, благотворителни концерти и др. Две поредни години участва в турнета в страната, организирано от Coca Cola – Coca Cola Happy Energy Tour.

## Награди
- 2008 г. – специална награда на радио „Клуж“, конкурс „Фестивал на младежта“ в Костинести, Румъния.
- 2008 г. – най-добро комплексно представяне във втора възрастова група, VI Международен конкурс „Сребърна Янтра“, Велико Търново.
- 2009 г. – първо място в 5-ото издание на Международния конкурс за певци и балети „Сребърно кокиче“ в град Арат, Румъния.
- 2010 г. – първа награда в конкурса за млади изпълнители „Звездици за Лора“, гр. Свищов.
- 2010 г. – награда за изпълнение на песен на български език, VII Международен конкурс „Сребърна Янтра“, Велико Търново.
- 2011 г. – второ място в първото българско издание на „X-Factor“.

## Дискография
- 2012 - „Спри“
- 2013 - „Тялото ти в ритъм“
- 2014 - „Теб си пожелах“
- 2015 - кавър на песента на Chris Brown - New flame